# Daria Pratt
Pour les articles homonymes, voir Pratt.
Myra Abigail « Daria » Pratt (Cleveland, Ohio, 21 mars 1859 - Cannes, 26 juin 1938) est une golfeuse américaine.  
Elle fait partie de la dynastie Karađorđević en épousant en 1913 à Paris le prince serbe Alexis Karađorđević.
En 1900, elle remporte une médaille de bronze aux Jeux olympiques de Paris.